# Vagabond
Vagabond (バガボンド, Bagabondo) é uma série de mangá escrita e ilustrada por Takehiko Inoue, baseada no romance Musashi, de Eiji Yoshikawa, que conta a história do samurai Miyamoto Musashi (宮本武蔵, 1584–1645).
O mangá começou a ser serializado na revista semanal Morning em 1998, com os capítulos lançados e compilados em 37 volumes tankobon pela editora Kodansha até julho de 2014. Atualmente Vagabond é licenciado e publicado no Brasil pela editora Panini Comics. Vagabond ganhou no ano de 2000 o Prêmio de Mangá Kōdansha e em 2002 o Grande Prêmio no Prêmio Cultural Osamu Tezuka, e já vendeu mais de 82 milhões de cópias em todo o mundo.

## História
Em 1600 d.C., o Japão passa por um dos períodos mais turbulentos de sua história. O jovem Takezo, ao lado de seu amigo Matahachi, deixa a vila Miyamoto para lutar na Batalha de Sekigahara. Embora sonhem com fama e glória, eles somente encontram a derrota e um caminho repleto de incertezas. Acompanhe a jornada de combates sanguinolentos e desafios espirituais desse destemido espadachim, que ficou conhecido pela posteridade como o grande samurai Miyamoto Musashi! Baseado no romance épico de Eiji Yoshikawa com a sublime arte de Takehiko Inoue, este clássico dos quadrinhos é uma das obras mais premiadas e fiéis à lenda de um grande herói do Japão!

## Personagens

### Personagens principais
- Miyamoto Musashi: O personagem principal desta saga.
- Sasaki Kojirō: O lendário arquirrival de Miyamoto Musashi. Se crê que Kojirō tenha estudado o estilo Chujo-ryu de luta de espada, sobre a instrução quer de Toda Seigen ou de Kanemaki Jisai. Kojirō era célebre por sua técnica Tsubame-Gaeshi, o “Corte Andorinha”, inspirada pelo movimento de uma andorinha ao voar. Uma diferença interessante do livro em que se baseia o mangá, é que Kojirō é representado como surdo e mudo.
- Takuan Sōhō: (1573-1645). Um monge zen-budista, especificamente, representante da seita Rinzai. Em 1610, ele foi designado como abade do templo principal, Daitokuji. Takuan é conhecido por sua brutal honestidade e personalidade meticulosamente perceptiva, que era buscada igualmente por monges, samurais e políticos (como Tokugawa Iemitsu e Go-Mizuno). A correspondência compartilhada entre Takuan com Yagyū Munenori foi compilada em um tratado chamado "A Mente Desinibida". Takuan ajuda a capturar Takezo (antigo nome de Musashi) e logo o renomeia como Miyamoto Musashi, liberando-o para que continue suas viagens e evolua sua personalidade.

### Personagens secundários
- Hon'iden Matahachi: Hedonista e amigo de infância de Musashi. Assume a identidade de Sasaki Kojiro depois de que um moribundo lhe confia o certificado de espadachim de Kojiro. Logo, depois de entrar em contato com o verdadeiro Kojiro, começa a identificar-se a si mesmo como Sasaki Kojirou, um intérprete de Kojiro, dado que o verdadeiro Kojiro é surdo. Logo termina se desentendendo com Musashi depois de uma tensa reunião, em que Matahachi mostra ter intenso ciúmes de Musashi.

- Tsujikaze Tenma: Um bandido e líder de um bando que visita periodicamente a Okō e toma tudo de valor que ela tinha adquirido. Matou o pai de Akemi (o marido de Okō), sua própria mãe, e depois é assassinado por Takezō, logo após a batalha de Sekigahara.

- Tsujikaze Kōhei: Nascido em 1580 na vila de Fuwa é irmão mais novo de Tsujikaze Tenma. Sua mãe tentou matá-lo empurrando-o por uma cascata do mesmo modo que ela fez com Tsujikaze Tenma, não obstante Tenma a assassina e leva Kōhei sobre sua proteção. Embora Tenma foi bondoso com ele, Kōhei difícil mente demonstrava algum afeto. Quando o bando de Tsujikaze foi formado e se envolveu em crimes como roubos, violações e extorsões, Kōhei se tornou membro aos 12 anos e era considerado o mais "selvagem" pelos outros membros. Aos 12 anos tentou violentar a esposa de um aldeão que havia assassinado, mas Tenma, não gostando do ato assassinou a mulher para terminar seu sofrimento e esmagou os testículos de Kōhei, deixando-o impotente. Kōhei falha em sua intenção de assassinar a Tenma e como castigo é feito prisioneiro, é durante este tempo quando adota uma perspectiva niilista da vida. O bando Tsujikaze falha em fazer um nome para eles mesmos e honrar ao seu empregador Toyotomi Hideyoshi, na intenção de capturar Tokugawa Ieyasu. No ano 1600 quando tem 20 anos, depois de 7 anos de aprisionamento Kōhei é liberado por soldados sobreviventes da batalha de Sekigahara e escapa com o propósito de encontrar e assassinar seu irmão. Desejando matar Tenma ele mesmo e Takezō havendo-se adiantado, Kōhei confronta a Takezō, mas são interrompidos pelos perseguidores deste último; quando Takezō aparentemente espera a morte suspendido em uma corda ele a corta. Kōhei é conhecido como bandido pelo nome de "Deus da Morte" e assassina o conhecido Shishido Baiken, mestre de kusarigama. Pretendendo ser Baiken, Kōhei vive com uma pequena menina, Rindo, que também usa uma kusarigama. Ele é desafiado a um duelo por Musashi e perde, mas é poupado a vida, embora seriamente ferido. Enquanto se recupera recorda que Sasaki Kojiro esmagou seu orgulho por estar mais adiante no "caminho da morte" que ele. Parece ser que Kojiro foi que fez a Kohei a cicatriz que tem na cara.

## Mangá
Escrito e ilustrado por Takehiko Inoue, Vagabond é baseado no romance de Eiji Yoshikawa de 1935 Musashi e é serializado na revista Morning desde 1998. Ele começou a série Real na revista Young Jump em 2001, e atualmente o publica ao lado de Vagabond. A partir de julho de 2014, os capítulos de Vagabond foram compilados em 37 volumes tankobon e lançados pela editora Kodansha.
No Brasil, foi licenciado pela editora Conrad e foram publicadas 44 edições (equivalentes aos 22 volumes originais) entre novembro de 2001 e setembro de 2006. Houve também, a publicação de Vagabond numa Edição de Luxo do formato original, e foram publicados 14 volumes entre setembro de 2005 e outubro de 2007, as complicações da Conrad nos anos seguintes levaram a série a ser cancelada em ambas as publicações. Posteriormente, foi licenciado pela editora Nova Sampa, e entre fevereiro e junho de 2014, apenas 4 volumes (15 ao 18) foram publicados, e veio a ser cancelado em setembro de 2015. Atualmente, é licenciado e publicado pela editora Panini desde fevereiro de 2016.
Dois artbooks da série foram lançados em 23 de outubro de 2006; Water contendo imagens coloridas do mangá e novas imagens, e Sumi (墨) contendo novas imagens em preto e branco, bem como esboços iniciais.

## Recepção
Em 2000, Vagabond ganhou o Grande Prêmio do Festival de Artes da Mídia do Japão. O seguinte é um extrato do discurso felicitando a Takehiko Inoue: "Desde Toyotomi a Tokugawa. Musashi Miyamoto cresceu em um período de mudança de grandes eras. O senhor Inoue tem tomado o poderoso Musashi que foi chamado às vezes de uma 'besta' e o desenhou como um vagabundo. O artista faz alarde sobre desafiar atrevidamente o trabalho de literatura nacional de Eiji Yoshikawa, incluso, a sensação de velocidade que o cria é impressionante. Eu o envio meus aplausos ao artista por criar uma nova imagem de Musashi." Nesse mesmo ano, Vagabond ganhou o 24º Prêmio Kodansha de Mangá na categoria geral. Em 2002, Vagabond recebeu o aclamado Prêmio Cultural Osamu Tezuka. No ano seguinte, Inoue foi nomeado para o Prêmio Eisner de 2003 na categoria de melhor escritor/artista. Vagabond já vendeu 82 milhões de cópias no mundo todo.